# Koldo Azpitarte
Koldo Azpitarte (Bilbao, 25 de febrero de 1970) es un guionista, divulgador y crítico de cómic español.

## Biografía
Médico en Mutualia de profesión, Koldo Azpitarte fue subdirector de la revista "Trama" publicada por Astiberri Ediciones y desde 2013 dirige la revista Z de Zona Cómic, una revista especializada en cómic realizada en exclusiva para las librerías pertenecientes a dicha asociación. 
Colaborador de la revista especializada en superhéroes "Dolmen" desde hace más de dos décadas, publicó a través de esta editorial y en 2006 el libro Cómics Made In Spain, centrado en los dibujantes de origen español que trabajan para el mercado estadounidense. Desde entonces, además de numerosas colaboraciones en libros colectivos, ha escrito Senderos (Laukatu, 2009), un recorrido por la carrera de Paco Roca.
A finales de 2010 comisarió la exposición Superhéroes de película, dedicada a Salvador Larroca, en el Centro Cultural Okendo, exposición que luego fue ampliada para la Mostra de Valencia, donde se acompañó de un libro-catálogo.
De su labor como guionista destacan las obras para la editorial francesa Glenat: Reliquias (2 álbumes, editados en España en un tomo integral por Panini en 2015) y Cara de Angel ( también dos álbumes editados en un solo tomo por Panini en 2016), todos ellos dibujados por Ángel Unzueta.
Ha escrito guiones breves para diversos artistas en publicaciones como La Resistencia o El Balanzin y en marzo de 2022 publica la novela gráfica El Diablo y el Señor Twain (Dolmen Editorial)  junto al dibujante bilbaíno Mikel Bao. Esta obra, profusamente documentada, narra el exilio voluntario de Mark Twain en Europa durante casi una década tratando de saldar una deuda a la vez que lucha contra una profunda crisis personal y creativa mientras trata de dar forma a El Forastero Misterioso.